# Arzamopsis
Arzamopsis là một chi bướm đêm thuộc họ Noctuidae.